# Ста-соль
Ста-соль (4-оксо-6-метил-1,3,3а,7-тетраазаинден, 5-метил-7-окси-1,3,4-триазаиндолицин, ТАИ, стабилизатор Ф-1) — гетероциклическое органическое соединение с химической формулой C6H6N4O. Используется в производстве фотографических материалов, как стабилизатор фотографических эмульсий.
Соединение не следует путать с с-солью (натриевой солью бензолсульфиновой кислоты), также использующейся как стабилизатор фотографических эмульсий и со смачивателем Ф-1 (водный раствор динатриевой соли ЭДТА), применяющимся при промывке фотоэмульсий.

## История
Стабилизирующий эффект ТАИ был открыт в 1935 году Э. И. Бирром, работавшим в то время на заводе Agfa в Вольфене. После окончания Второй мировой войны суть открытия стала общеизвестна, а в последующие годы было получено значительное количество производных ТАИ, которые стали применяться вместо исходного соединения.

## Номенклатура
Для описания соединения и его производных используются различные номенклатуры. Согласно Chemical Abstract, кольцевая система должна именоваться как 1,2,4-триазоло[1,5-а]-пиримидин с нумерацией по часовой стрелке. Устаревшее наименование выглядит как 1,3,4-триазаиндолицин с аналогичной нумерацией. Однако общепринятым в мире является наименование 1,3,3a,7-тетраазаинден с нумерацией против часовой стрелки.

## Свойства
Плавится при температуре 270 °С. Растворим в водных растворах щелочей.

## Получение
Из аминогуанидина и муравьиной кислоты получают 3-аминотриазол-1,2,4, который затем конденсируют с ацетоуксусным эфиром.

## Применение
Применяется в фотографической промышленности при производстве галогеносеребряных эмульсий как стабилизатор.